# Fehértorkú karakara
A fehértorkú karakara (Phalcoboenus albogularis)  a madarak osztályának sólyomalakúak (Falconiformes) rendjéhez, azon belül  a sólyomfélék (Falconidae) családjához tartozó faj.

## Rendszerezése
A fajt John Gould angol ornitológus írta le 1857-ben, a Polyborus nembe Polyborus (Phalcoboenus) albogularis néven.

## Előfordulása
Dél-Amerika déli részén, Argentína és Chile területén honos. 
Természetes élőhelyei a mérsékelt övi erdők, gyepek és cserjések. Állandó, nem vonuló faj.

## Megjelenése
Testhossza 55 centiméter, szárnyfesztávolsága 110-124 centiméter. Tollazata fekete és hasi része fehér.

## Természetvédelmi helyzete
Az elterjedési területe nagyon nagy, egyedszáma 670-6700 példány közötti, viszont stabil. A Természetvédelmi Világszövetség Vörös listáján nem fenyegetett fajként szerepel.